# Kościół Larvs
Kościół Larvs – kościół znajdujący się w mieście Larv w gminie Vara w Szwecji, należący do diecezji Skara.

## Historia
Dawny budynek kościoła powstał w średniowieczu, jednak ze względu na zbyt małą powierzchnię został zburzony, a na jego miejsce postawiono nowy. Obecny kamienny kościół został wzniesiony w latach 1863–1865 w neoklasycystycznym stylu, na podstawie projektów architekta Ludwika Hedina. W 1872 roku sala kościoła została uzupełniona o organy, zbudowane przez Johana Niklasa Söderlinga w Göteborgu, oraz fasadę architekta Fredrika Åboma. W 1938 roku wnętrze kościoła zostało odmalowane. W latach 1992–1993 kościół przeszedł kolejny gruntowny remont, zarówno wewnątrz jak i na zewnątrz.
Kościół składa się z nawy z chórem kapłańskim i apsydy w części wschodniej oraz wieży w części zachodniej. Na północnej stronie chóru znajduje się rozbudowana zakrystia.

## Galeria

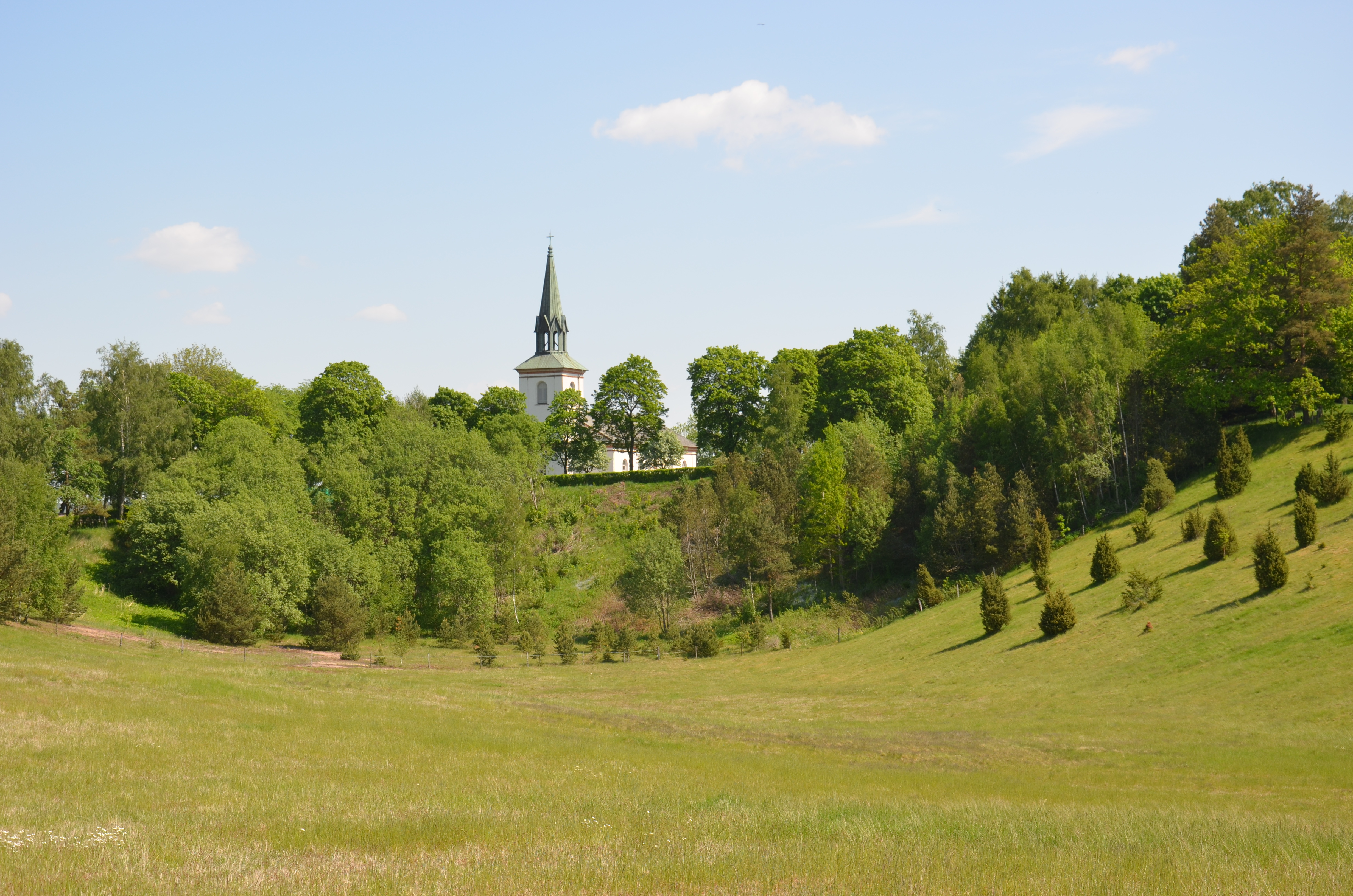
Kościół Larvs (2012)
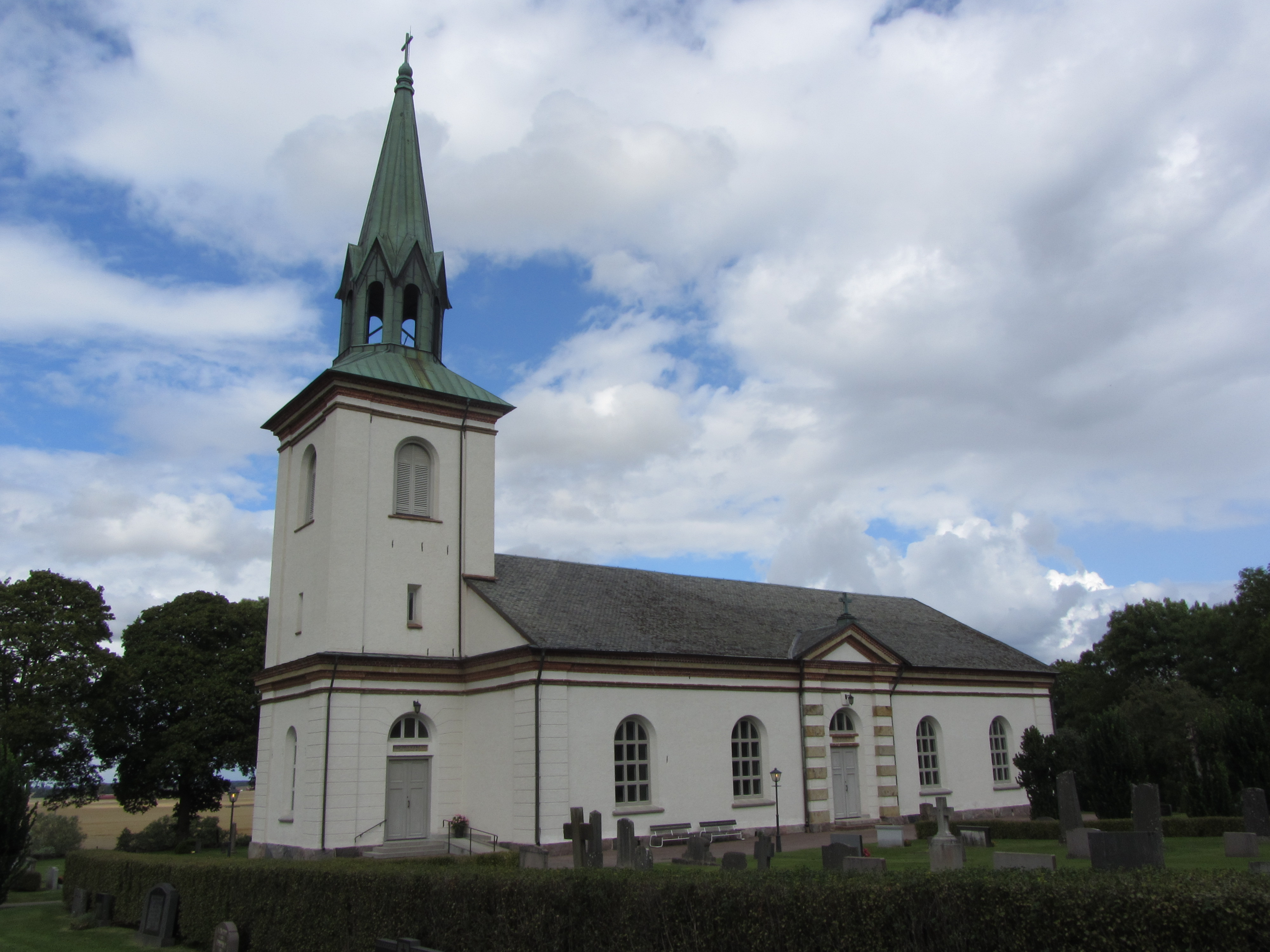
Kościół Larvs. Widok od południa
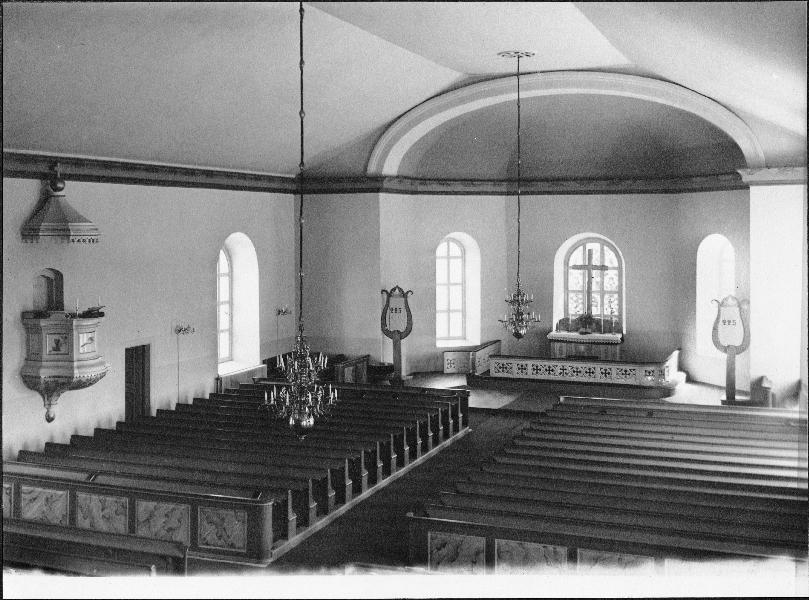
Kościół Larvs. Wnętrze